# Gloria Piedimonte
Gloria Piedimonte (Mantova, 27 maggio 1955 – Mantova, 6 gennaio 2022) è stata un'attrice, cantante e showgirl italiana.

## Biografia

### Carriera
Trasferitasi molto giovane nella capitale, dopo una serie di ruoli minori nel cinema in film quali Il commissario Verrazzano, ...a tutte le auto della polizia e La svastica nel ventre, fu notata da Gianni Boncompagni che utilizzò la sua immagine nella sigla di Discoring del 1978, in cui si muoveva ai ritmi del pezzo Guapa dei Bus Connection, interpretato dallo stesso Boncompagni, che la incitava per tutto il brano. In questo periodo, l'artista recitava anche in teatro accanto a Erminio Macario e Sylva Koscina.
Nello stesso anno Gloria Piedimonte incise per la Durium due singoli: Ping pong space, di genere "disco-space-music", e Uno, firmato da Andrea Lo Vecchio, altro brano dance, che otterranno notevole successo in Grecia e Portogallo. Uscì nel 1979 il suo primo film come protagonista, Baila guapa. La Piedimonte nello stesso anno diede alla luce suo figlio Giovanni. Dopo altre apparizioni in film e fotoromanzi, nel 1983 pubblicò un altro singolo, Ma che bella serata, scritto da Valerio Liboni e inciso per una etichetta indipendente, la Gattocicova. In questo periodo posò nuda per l'edizione italiana della rivista Playboy.
Il singolo fu stampato anche per il mercato tedesco, dove venne abbinato anche un videoclip esclusivamente per la Germania. L'artista stava anche per incidere un 33 giri, ma la produzione le bloccò l'uscita e si impossessò del master. Gloria Piedimonte incise anche un brano per bambini dal titolo Arcobaleno, ma la canzone rimase inedita, come Follow me scritta da Sammy Barbot, Besame muchacho e Ballerò. Qualche anno dopo posò di nuovo nuda in servizi fotografici – anche pornografici – per riviste come Blitz, Le Ore e Men. Successivamente l'artista rimase attiva fino al 1995, dove si esibì in molti spettacoli in diverse piazze italiane con diversi ballerini, dopodiché abbandonò la carriera per quasi quindici anni, ritornando a Mantova, dove si sposò.
Nel 2009 la Piedimonte partecipò a I migliori anni, contenitore musicale condotto da Carlo Conti, e al programma TV Una poltrona per due. Rilasciò poi una lunga intervista per Libero. Nel dicembre 2010 prese parte con il brano inedito Sogno in blu al progetto musicale Con tanto cuore, un doppio CD realizzato dalla Palestra Musicale Saranno i giovani di Pisa, prodotto da Michele Del Pecchia, che vide coinvolti anche Dario Gay, Viola Valentino, Daniela Davoli, Riccardo Cioni e altri artisti. Gloria riprese quindi a esibirsi facendo diverse partecipazioni in spettacoli per locali e discoteche.
Nel 2013 fu inserita nella compilation Et Voilà - The Jewels, realizzata a scopo benefico dall'associazione Gli amici del Randagio, con il brano Ma che bella serata (new version), rifacimento del brano inciso nel 1983.

### Morte
Gloria Piedimonte è morta il 6 gennaio 2022, a 66 anni, per complicazioni da COVID-19.

## Filmografia
- ...a tutte le auto della polizia..., regia di Mario Caiano (1975)
- La supplente, regia di Guido Leoni (1975)
- Oh, mia bella matrigna, regia di Guido Leoni (1976)
- Come cani arrabbiati, regia di Mario Imperoli (1976)
- Vizi privati, pubbliche virtù, regia di Miklós Jancsó (1976)
- Liberi armati pericolosi, regia di Romolo Guerrieri (1976)
- Le seminariste, regia di Guido Leoni (1976)
- I violenti di Roma bene, regia di Sergio Grieco (1976)
- Amore all'arrabbiata, regia di Carlo Veo (1977)
- La svastica nel ventre, regia di Mario Caiano (1977)
- Il commissario Verrazzano, regia di Franco Prosperi (1978)
- John Travolto... da un insolito destino, regia di Neri Parenti (1979)
- Kriminal Porno, regia di Melih Gülgen (1979)
- Baila guapa, regia di Adriano Tagliavia (1979)

## Discografia

### Singoli
- 1978 – Ping Pong Space/Ping Pong Space (Instrumental Version) (Durium, LD AL 8018, 7")
- 1978 – Uno/Chi sei (Durium, LD AL 8036, 7")
- 1983 – Ma che bella serata/Torno stasera (Gattocicova, GT 501, 7")
- 1983 – Sogno in blu
- 2013 – Ma che bella serata (New Version)

### Partecipazioni
- 2010 – Sogno in blu nella compilation Con tanto cuore (Melody Records, MR 068/069, CD)
- 2013 – Ma che bella serata (New Version) nella compilation Et Voilà - The Jewels (Gli amici del Randagio, CD)